# Kanton Brécey
Kanton Brécey (francouzsky Canton de Brécey) byl francouzský kanton v departementu Manche v regionu Dolní Normandie. Tvořilo ho 15 obcí. Zrušen byl po reformě kantonů 2014.

## Obce kantonu
- Braffais
- Brécey
- La Chaise-Baudouin
- La Chapelle-Urée
- Les Cresnays
- Cuves
- Le Grand-Celland
- Les Loges-sur-Brécey
- Notre-Dame-de-Livoye
- Le Petit-Celland
- Saint-Georges-de-Livoye
- Saint-Jean-du-Corail-des-Bois
- Saint-Nicolas-des-Bois
- Tirepied
- Vernix